# Szkliwiak

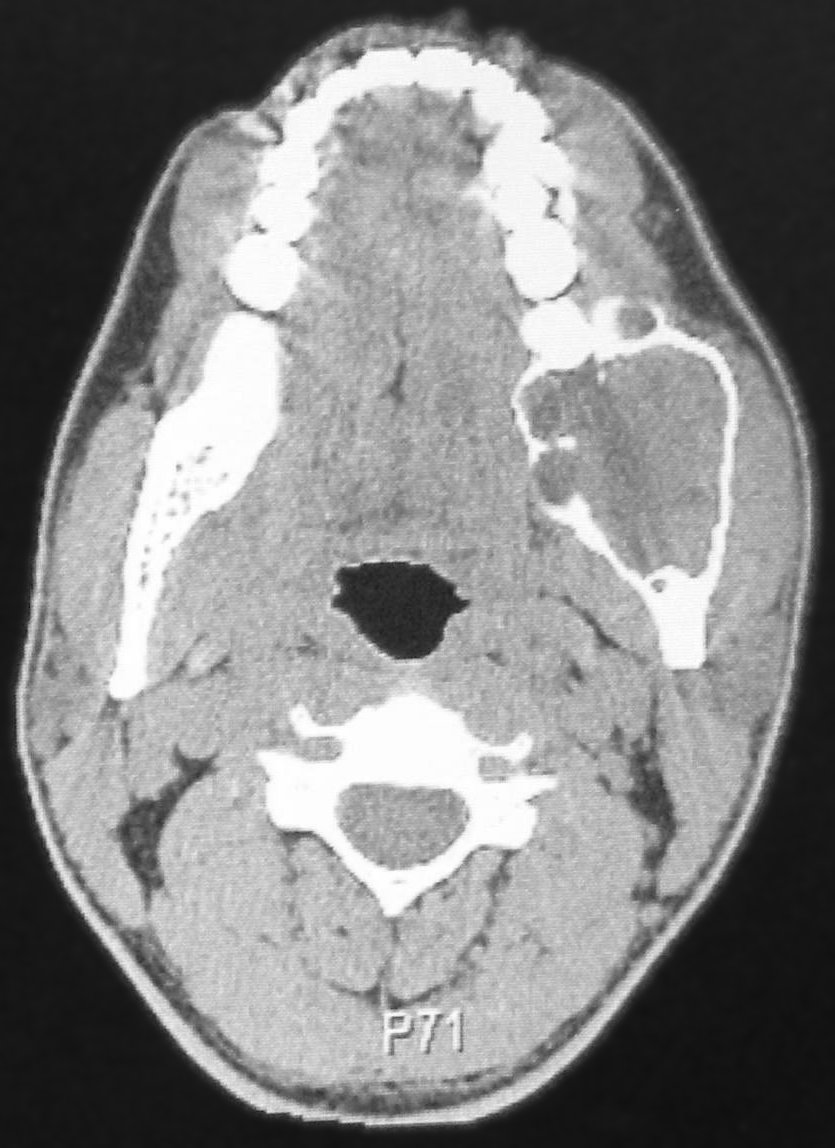
Tomografia komputerowa głowy pacjenta ze szkliwiakiem żuchwy

Szkliwiak (ang.-gr. ameloblastoma, od wczesnoangielskiego słowa amel, szkliwo i greckiego blastos, zarodek, pęd, pąk) – nowotwór o miejscowej złośliwości wywodzący się z ameloblastów listewki zębowej. W 4/5 przypadków występuje w okolicy zębów trzonowych w tylnej części żuchwy, rzadziej lokalizuje się w szczęce. Guz może dawać wznowy, nacieka okoliczne tkanki, ale przerzutuje bardzo rzadko. Szkliwiak rzadko jest bolesny i charakteryzuje się powolnym, wieloletnim wzrostem. Szkliwiak szczęki rokuje gorzej, ponieważ naciekając tkanki może niszczyć zatoki przynosowe, podstawę czaszki i mózg.

## Nazwa
Typ łagodnej zmiany znany dziś jako ameloblastoma (szkliwiak) po raz pierwszy opisał Cusack w 1827 – wówczas jeszcze bez żadnej nazwy. W 1885 Malassez nadał nowotworowi nazwę adamantinoma. Ostatecznie w 1930 Ivey i Churchill zmienili nazwę na współcześnie używaną ameloblastoma. Nazwa adamantinoma oznacza dziś rzadką (poniżej 1% przypadków) odmianę nowotworu złośliwego kości. Należy zauważyć, że choć są to różne choroby, o odmiennej histologii i różnych wskaźnikach częstości złośliwienia, niektórzy autorzy nadal błędnie używają nazwy adamantinoma na określenie szkliwiaka (ameloblastoma).

## Klasyfikacja ICD10
| kod ICD10     | nazwa choroby                                   |
| ------------- | ----------------------------------------------- |
| ICD-10: D16   | Nowotwór niezłośliwy kości i chrząstki stawowej |
| ICD-10: D16.4 | Kości czaszki i twarzy                          |
| ICD-10: D16.5 | Żuchwa                                          |